# Cantone di La Motte-Chalancon
Il Cantone di La Motte-Chalancon era un cantone della Francia dell'arrondissement di Die.
A seguito della riforma approvata con decreto del 20 febbraio 2014, che ha avuto attuazione dopo le elezioni dipartimentali del 2015, è stato soppresso.

## Composizione
Comprendeva i comuni di:
- Arnayon
- Bellegarde-en-Diois
- Brette
- Chalancon
- Establet
- Gumiane
- La Motte-Chalancon
- Pradelle
- Rochefourchat
- Rottier
- Saint-Dizier-en-Diois
- Saint-Nazaire-le-Désert
- Volvent